# アルバラド太陽熱発電所
アルバラド太陽熱発電所（アルバラドたいようねつはつでんしょ）は、スペイン・エストレマドゥーラ州バダホス県アルバラドにある太陽熱発電所である。ただし、補助の熱源として天然ガスの燃焼も利用可能である（火力発電）。

## 設備

### 1号機
1号機の敷地面積は約1 km2であり、1年間に太陽からのエネルギーを2.174 (MWh/m2/年)受け取れる地域に建設された。集光方式はパラボラトラフ式で、この集光器が768個組み合わされており、最大出力は50 MWである。なお、平均で12 MWの出力が得られると仮定した場合、1年間で105.2 (GWh/年)の電力量を発電できると見積もられている。この設備で太陽熱によって、393 ℃の温度が得られ、熱媒体としてビフェニルとジフェニルエーテルを用いている。この1号機は、太陽熱を主要な熱源として利用しているものの、太陽熱が充分に得られない時のために、補助の熱源として天然ガスの燃焼を利用するための設備も併設されている。

### 2号機
2008年の段階で、1号機の近くに、2号機も同規模で建設することが検討された。

## 歴史
アルバラド太陽熱発電所の1号機は2007年12月に建設が始まり、2009年7月に完成し、すぐに商業運転が開始された。なお、1号機と同じく出力50 MWの規模で、2号機の建設も2008年には提案されていた。